# Parque nacional de Khun Phra Wo
El Parque nacional de Khun Phra Wo (en tailandés, อุทยานแห่งชาติขุนพะวอ) es un área protegida del norte de Tailandia, en la provincia de Tak, distrito de Mae Ramat.
El parque presenta un paisaje accidentado de montaña cuya altitud va de los 350 a los 905 m s. n. m.